# Remo nos Jogos Olímpicos Intercalados de 1906
Nos Jogos Olímpicos Intercalados de 1906 em Atenas, 6 eventos de remo foram realizados, todos masculinos. Denominados Jogos Intercalados, a edição de 1906 não é considerada oficial pelo Comitê Olímpico Internacional.

## Medalhistas
Masculino
| Evento               | Ouro                                                                                  | Prata                                                                                            | Bronze                                                                                                  |
| -------------------- | ------------------------------------------------------------------------------------- | ------------------------------------------------------------------------------------------------ | --- |
| Skiff simples        | Gaston Delaplane · França                                                             | Joseph Larran · França                                                                           | nenhum                                                                                                  |
| Dois com 1000 metros | Enrico Bruna Emilio Fontanella Giorgio Cesana Itália                                  | Luigi Diana Francesco Civera Emilio Cesarana Itália                                              | Gaston Delaplane · Charles Delaporte · Marcel Frébourg · França                                         |
| Dois com 1 milha     | Enrico Bruna Emilio Fontanella Giorgio Cesana Itália                                  | Max Orban Remy Orban Theofiliakos Psiliakos Equipe mista                                         | Adolphe Bernard · Joseph Halcet · Jean-Baptiste Mathieu · França                                        |
| Quatro com           | Enrico Bruna Emilio Fontanella Riccardo Zardinoni Giuseppe Poli Giorgio Cesana Itália | Gaston Delaplane · Charles Delaporte · Léon Delignières · Paul Échard · Marcel Frébourg · França | Adolphe Bernard · Joseph Halcet · Jean-Baptist Laporte · Pierre Sourbé · Jean-Baptiste Mathieu · França |
| Bote naval 6 homens  | Equipe Varese Itália                                                                  | Equipe Spetsai Grécia                                                                            | Equipe Hydra Grécia                                                                                     |
| Bote naval 16 homens | Equipe Poros Grécia                                                                   | Equipe Hydra Grécia                                                                              | Equipe Varese Itália                                                                                    |

## Quadro de medalhas
| Ordem | País         | Medalha de ouro | Medalha de prata | Medalha de bronze | Total |
| ----- | ------------ | --------------- | ---------------- | ----------------- | ----- |
| 1     | Itália       | 4               | 1                | 1                 | 6     |
| 2     | França       | 1               | 2                | 3                 | 6     |
| 3     | Grécia       | 1               | 2                | 1                 | 4     |
| 4     | Equipe mista | 0               | 1                | 0                 | 1     |
|       |              |                 |                  |                   |       |
| Total | Total        | 6               | 6                | 5                 | 17    |